# Anna Freeman
Anna Freeman (* 1954 im Staate Victoria / Australien) ist eine in Deutschland lebende australische Hochschullehrerin für klassische Trompete und Barocktrompete.

## Leben und Wirken
Obwohl Anna Freeman in frühen Jahren auch großes Interesse an der Malerei, dem Zeichnen und dem Töpfern gezeigt hatte, entschied sie sich die Musik zu ihrer Karriere zu machen und erlernte das Spiel der Trompete. Nachdem sich ihr Interesse anfangs auf das Mitwirken bei Brass Bands und Big Bands konzentrierte und sie sich auch bei Aufnahmen für Filmmusik und Werbejingles engagiert hatte, studierte sie nach Abschluss ihrer Schulzeit und ausgestattet mit verschiedenen Stipendien an dem Victoria College of the Arts der University of Melbourne das Fach klassische Trompete und schloss dieses 1976 mit Auszeichnung ab. Im gleichen Jahr wurde sie Gewinnerin der „Instrumentalist and Vocalist Solo Competition“ des Staates Victoria, nachdem sie bereits im Jahr zuvor den „John Gaitskell Memorial Mensa Award for highest academic and performance achievement“ der Gesellschaft Mensa International erhalten hatte. Anschließend wechselte Freeman mit einem Stipendium der „Winston Churchill Fellowship“ zu Edward H. Tarr an die Schola Cantorum Basiliensis, wo sie sich dem intensiven Studium der Barocktrompete widmete.
Es folgten zahlreiche Arrangements und Auftritte sowohl als Solistin als auch mit renommierten Sinfonieorchestern und Kammerensembles, darunter mit dem Melbourne Symphony Orchestra, dem Australian Chamber Orchestra, der Camerata Zürich, dem Stadtorchester Winterthur, dem Württembergischen Kammerorchester Heilbronn und dem Göttinger Symphonie Orchester.
Einige ihrer größten Erfolge verdankt sie ihren Aufführungen der Werke für Barocktrompete, mit denen sie derzeit zu den besten Interpreten auf diesem Instrument gehört. Zahlreiche Auftritte mit verschiedenen Barockensembles, darunter dem Consortium Musicae (Holland), dem L’Orfeo Barockorchester, L’arpa festante München und dem Bell’arte Salzburg zeugen von ihrem Können. Hinzu kommen immer wieder Einsätze als Leiterin und Dirigentin von professionellen Orchestern, Barock Ensembles, Blechbläser Ensembles und Brass Bands. Ein weiterer Schwerpunkt für sie ist, Amateur-Ensembles, Jugend Ensembles und Musikgruppen auf einem hohen Standard zu bringen.
Darüber hinaus übertrug man ihr am Victorian College of the Arts der University of Melbourne, am Canberra Institute of the Arts der University of Canberra und am Konservatorium Winterthur, der heutigen Zürcher Hochschule der Künste eine Dozentenstelle an sowie an der Hochschule für Musik Detmold für sechs Monate eine Gastprofessur. Im Jahre 1998 folgte Anna Freeman einem Ruf an die Hochschule für Musik und Tanz Köln, wo sie seitdem als Professorin für Trompete und Bläserkammermusik der Abteilung Aachen tätig ist. Hier unterrichtet sie moderne und historische Trompete, pädagogische Didaktik sowie Kammermusik für Bläser und Kammermusikdidaktik für Bachelor- und Masters-Studiengänge. Ferner hält sie zwischendurch immer wieder an renommierten Fachakademien Vorlesungen und Vorträge und bietet regelmäßig Meisterkurse an.
Anna Freeman ist auf vielen CD-Einspielungen zu hören und gab selbst einige Fachpublikationen heraus, die allesamt beim Musikverlag Spaeth/Schmid erschienen sind.